# Chambre de commerce et d'industrie de Dieppe
La chambre de commerce et d'industrie de Dieppe était l'une des six chambres de commerce et d'industrie du département de la Seine-Maritime. Elle a été créée par un décret impérial du 7 février 1809. Elle a été dissoute le 1er janvier 2016 par le décret 2015-1643 du 11 décembre 2015 portant création de la chambre de commerce et d’industrie territoriale Seine-Mer Normandie et regroupant les circonscriptions des CCI territoriales de Dieppe, Elbeuf et Rouen.
Sa circonscription faisant partie de celle de la chambre de commerce et d'industrie de la région Haute-Normandie, elle désignait 3 membres de son assemblée jusqu'à la création de la chambre de commerce et d'industrie de région Normandie le 1er janvier 2016.

## Circonscription
Le CCI de Dieppe concernait les 3388 (données 2009) établissements des cantons de Dieppe, Envermeu, Offranville, Bacqueville, Tôtes, Longueville-sur-Scie, Bellencombre.

## Rôle
À ce titre, elle est un organisme chargé de représenter les intérêts des entreprises commerciales, industrielles et de service de sa circonscription qui comprend huit cantons du département de la Seine-Maritime et de leur apporter certains services. C'est un établissement public qui gère en outre des équipements au profit de ces entreprises.
Comme toutes les CCI, elle est placée sous la tutelle du préfet du département représentant le ministère chargé de l'industrie et le ministère chargé des PME, du Commerce et de l'Artisanat.

### Services aux entreprises
- Centre de formalités des entreprises
- Point A (apprentissage)
- Assistance technique au commerce et aux services à la personne
- Assistance technique à l'industrie et aux services aux entreprises
- Documentations et publications consulaires
- Études et veille technologique

### Gestion d'équipements
- Aérodrome de Dieppe - Saint-Aubin

### Centres de formation
- Institut Consulaire de Dieppe : Il comporte un centre de formation des apprentis et un centre de formation continue. En 2008, sa gestion a été déléguée à la CCI de Rouen par la CCI de Dieppe.

## Historique
- 7 février 1809 : Création de la chambre ;
- 31 décembre 2006 : Fin de la concession du Port de Dieppe.

Liste des présidents de la chambre de commerce, puis de la chambre de commerce et d'industrie de Dieppe :
- 1809-1813 Charles CASTEL
- 1814 MICHAU Aîné
- 1815 Frédéric JEAN
- 1816 Louis BOURDON
- 1817 BRUZEN Aîné
- 1818-1823 Charles CASTEL
- 1824-1825 BRUZEN Aîné
- 1826-1827 Louis BOURDON
- 1828-1829 BRUZEN Aîné
- 1830 David DESLANDES
- 1831-1834 A. QUENOUILLE Fils
- 1835 David DESLANDES
- 1836-1837 J. LE BARON
- 1838-1840 LEBORGNE
- 1841-1843 BRIFFARD
- 1844-1847 J. LE BARON
- 1848-1852 SELLIER Fils
- 1853-1858 LECLERC-LEFEBVRE
- 1859-1869 OSMONT
- 1870-1880 DUFOUR
- 1881-1890 POURPOINT
- 1891-1902 LE BOURGEOIS
- 1903-1910 LE MAGNEN
- 1911-1919 Georges ROBBE
- 1920-1921 Rem. MOUQUET
- 1921-1927 Maurice THOUMIRE
- 1927-1949 Pierre MOUQUET
- 1949-1967 Louis DELAPORTE
- 1968-1979 Gaston LALITTE
- 1980-1985 Jean SUPLICE
- 1985-1999 Jean-Paul LALITTE
- 1999-2010 Eveline DUHAMEL
- 2011-2015 Dominique GARÇONNET

## Pour approfondir